# Diaparsis ecarinata
Diaparsis ecarinata är en stekelart som beskrevs av Andrey Ivanovich Khalaim 2005. Diaparsis ecarinata ingår i släktet Diaparsis och familjen brokparasitsteklar. Inga underarter finns listade i Catalogue of Life.